# قيصوم غشائي
القيصوم الغشائي أو الأخيلية الغشائية (باللاتينية: Achillea membranacea) نوع نباتي عشبي يتبع جنس القيصوم من الفصيلة النجمية.

## الموئل والانتشار
ينتشر في بلاد الشام وتركيا.

## مرادفات للاسم العلمي
- (باللاتينية: Anthemis membranacea Labill.)